# 撒里台
札剌儿·撒里台（？—1233年1月27日）其名《元史》译做札剌、札剌兒帶、札剌台；《新元史》译做札剌亦儿台、《高丽史》译做撒礼塔；，蒙古札剌亦儿人，其以姓为名，初为成吉思汗怯薜兵里的弓箭手，号“豁儿赤”（《元史》譯作「火兒赤」）。《新元史·卷一百三十二·列传第二十九》将他与塔出之父札剌亦兒台豁兒赤（《高丽史》译做车罗大、束里大）混淆为一人。

## 生平

### 初征高丽
元太祖十三年（1218年），成吉思汗下令讨伐逃窜高丽的東遼耶律喊舍政權。命哈真（亦名哈只吉）为统帅，撒里台为副将，前往征讨。先后攻克和州、孟州、德州、顺州四城，高丽麟州都领洪大纯率子洪福源和民兵千余前来助战，高丽亦遣大将赵冲运军粮前来助战。元太祖十三年（1218年）十二月，攻克耶律喊舍盘踞的江东城。 元太祖十四年（1219年）春，耶律喊舍自殺。撒里台与赵冲结为兄弟，赵冲为讨好蒙古向其建议让高丽每年入贡。撒里台以路途远不易，可定时遣使朝见大汗，于是高丽便遣尹公就、崔逸持国书入见成吉思汗，并定约与蒙古结盟。
元太祖二十年（1225年），帖木格大王的使臣著古与在出使高丽返国途中被人劫杀。帖木格认为是高丽故意的，便与高丽断交。

### 征讨哥不蔼
窝阔台汗继位时，金国平章事温伯罕·哥不蔼趁蒙古不备，在辽东宜城联合高丽、东夏反击蒙古。窝阔台急令撒里台为大将，统领北京元帅吾也而、辽王耶律薛阇、义州节度使王荣祖等渡辽河征讨。大军攻克宜城，哥不蔼兵败被杀，此后窝阔台对其大加赞赏。

### 二征高丽
元太宗三年（1231年），窝阔台遣使令高丽投降蒙古，遭到高丽崔氏政權主战派拒绝。元太宗三年（1231年）八月，窝阔台汗便以追讨高丽杀害使臣之罪，令撒里台统领辽东军数万出征高丽。其先围新兴城不下，转而攻铁州，在攻陷铁州后，其下令屠城，高丽国内大惊。时麟州神骑都领洪福源率众前来投降，撒里台大喜立即嘉赏。在洪福源的引导下，其顺利的拿下高丽北部黄、凤、宣、郭等四十余座城池，于九月逼近高丽国都西京。撒里台令福源和部将阿秃儿入城招降，高麗高宗遣弟怀安公出城议和并献皮革、金银、人参等上千，撒里台不允。蒙古軍从元太宗三年（1231年）十月至元太宗三年（1231年）十二月围攻西京不下，便下令在西京城下扎营，并以高丽一日不降一日不撤军为口号。高丽再遣御史闵曦出城议和并献牛羊、貂皮、金银无数，其同意议和并在高丽各州郡设蒙古官员达鲁花赤七十余名监视，留部将也速迭儿驻守。元太宗四年（1232年）正月班师回蒙古。

### 战死高丽
元太宗四年（1232年）七月，高丽权臣崔瑀挟国王迁都江华岛，谋叛蒙古，并遣尹复昌率军到北部驱杀蒙古达鲁花赤。元太宗四年（1232年）八月，高丽西京巡抚闵曦与崔滋温杀西京达鲁花赤。窝阔台闻变，急令其率兵再征高丽。元太宗四年（1232年）九月，击败闵曦军，崔滋温被捕；元太宗四年十二月十六日（1233年1月27日），蒙古大军再次兵临西京城下，撒里台率军围攻西京南部的处仁城时，被高丽僧人金允侯射中头部，不幸身亡，蒙古副将帖哥领兵撤退。

## 腳註
1. ↑  蒙古語意為「終年積雪的高峰」。（《蒙漢詞典》，內蒙古大學蒙古學研究院蒙古語文研究所編著，內蒙古大學出版社1999年出版，877頁）
2. ↑  鄭麟趾.  （中文）. 答東眞書曰：「夫所謂蒙古者，猜忍莫甚，雖和之，不足以信之。則我朝之與好，非必出於本意。然如前書所通，越己卯，歲，於江東城，勢有不得已，因有和好之約，是以，年前，其軍馬之來也，彼雖背盟棄信，肆虐如此，我朝以謂，寧使曲在彼耳，庶不欲效尤，故遂接遇如初，以禮遣之。今國朝雖遷徙都邑，當其軍馬之來，則猶待之彌篤，而彼尙略不顧此意，橫行遠近外境，殘暴寇掠，與昔尤甚。由是，四方州郡，莫不嬰城堅守，或阻水自固，以觀其變，而彼益有呑啖之志，以圖攻取。則其在列郡，豈必拘國之指揮，與交包禍之人，自速養虎被噬之患耶？於是，非特入守而已，或往往有因民之不忍，出與之戰，殺獲官人士卒，不爲不多矣。至今年十二月十六日，水州屬邑處仁部曲之小城，方與對戰，射中魁帥撒禮塔殺之，俘虜亦多，餘衆潰散。自是，褫氣不得安止，似已回軍前去，然不以一時鳩集而歸，或先行，或落後，欲東欲北。故不可指定日期，又莫知向甚處去也，請貴國密令偵諜，可也。」

## 延伸阅读
[在维基数据编辑]
 《新元史/卷132》，出自柯劭忞《新元史》